# 萧庆伦
萧庆伦（英語：William Ching-Lung Hsiao, 1936年1月17日—）是一位美国华人经济学家，专注于卫生健康和社会保险。

## 生平
1936年出生于北京，祖籍江西泰和县。后随父母移民美国，在纽约市皇后区森林小丘长大，毕业于俄亥俄卫斯理大学和哈佛大学，师从马丁·费尔德斯坦。1979年留在哈佛大学任教，1986年升任哈佛大学陈曾熙公共卫生学院教授。后担任美国参议院经济顾问和中华人民共和国国务院医改专家咨询委员会委员。1991年擔任行政院經濟建設委員會全民健康保險第一期規劃總顧問。

## 家庭
父亲是经济学家萧蘧。